# 柠檬金花茶
柠檬金花茶（学名：Camellia limonia）为山茶科山茶属下的一个种。

## 扩展阅读
維基物種上的相關：柠檬金花茶